# لغات زازا-غورانية
لغات زازا-غوراني (بالكردية: Zazakî û Goranî أو گۆرانی-زازایی)‏ هي مجموعة فرعية لغوية من اللغات الإيرانية الشمالية الغربية. عادة ما يتم تصنيفهم على أنهم فرع غير كردية من اللغات الإيرانية الشمالية الغربية لكن معظم المتحدثين بها يعتبرون أنفسهم كرد عرقيين.
تتكون لغات الزازا-غورانية من لغات الزازاكية والغورانية، بينما تتكون الغوراني من أربع لهجات هي الهورامي والباجلاني والشبكي والسارلي.

## وصلات خارجية
- www.zazaki.net (Kırmanc, Zaza, Kırd, Dimli)
- www.zazaki.de